# ماهی‌خورک کوتوله فیلیپینی
 ماهی‌خورک کوتوله فیلیپینی (نام علمی: Ceyx melanurus) نام یک گونه از سرده ماهی‌خورک‌های کوتوله است.